# إشارات المرام من عبارات الإمام أبي حنيفة النعمان
إشارات المرام من عبارات الإمام أبي حنيفة النعمان في أصول الدين هو كتاب في أصول الدين وعلم الكلام على مذهب الإمام الأعظم أبي حنيفة النعمان وطريقة الإمام أبي منصور الماتريدي.
شرح فيه الإمام القاضي كمال الدين أحمد البياضي الحنفي المذهب الماتريدي العقيدة المتوفى سنة (1097هـ) متناً مختصراً من تأليفه في اعتقاد أهل السنة والجماعة، اسمه: (الأصول المنيفة للإمام أبي حنيفة)، جمعه من نصوص كتب الإمام أبي حنيفة النعمان، التي أملاها على أصحابه من الفقه الأكبر، رواية ابنه حماد، والفقه الأبسط، رواية أبي مطيع الحكم بن عبد الله البلخي، والوصية، والرسالة إلى عثمان البتي، كلتاهما رواية الإمام المجتهد تلميذه أبي يوسف الأنصاري، والعالم والمتعلم، رواية أبي مقاتل حفص بن سلم السمرقندي.
وقام بترتيب نصوص الإمام أبي حنيفة في رسائله السابقة، محافظاً على ألفاظه، فجاء الكتاب في غاية التناسب؛ ثم شرح هذا المتن شرحاً وافياً في تحقيق المسائل، وتدقيق الدلائل، وإزالة الشبهات، حتي أصبح مرجعاً للباحثين؛ وكانت مسائل أبي حنيفة في تلك الرسائل غير مرتبة على نظام خاص، بل كان يمليها إملاء على أصحابه، على طبق الأسئلة التي كانت توجه إليه من غير انسجام، فرد العلامة البياضي مسائل تلك الرسائل إلى ترتيبها الصناعي في كتب الكلام، من غير تصرّف منه في عبارات الإمام أبي حنيفة، وقال في كيفية جمعه للمتن ومسائله: «جمعتها من نصوص كتبه التي أملاها على أصحابه، من الفقه الأكبر، والفقه الأبسط، والوصية، والرسالة، والعالم والمتعلم، برواية الإمام حماد بن أبي حنيفة، وأبي يوسف الأنصاري، وأبي مطيع الحكم بن عبد الله البلخي، وأبي مقاتل حفص بن سلم السمرقندي». وذكر في الشرح رواة تلك الرسائل، ونص على نحو ثلاثين عالماً من كبار علماء هذا الفن، قد عوّلوا عليها وسجلوا مسائلها في كتبهم، برغم إنكار بعض المعتزلة نسبة بعضها إلى الإمام أبي حنيفة، وساق سند أبي منصور الماتريدي فيها حيث استند إليها في شرح معتقد أهل السنة.

قال الإمام محمد زاهد الكوثري: 
| إشارات المرام من عبارات الإمام أبي حنيفة النعمان | والواقع أن العلامة البياضي ممن كرمه الله بالاطلاع الواسع، والغوص الدقيق في المسائل، والبيان الواضح في سرد الدلائل، والذهن الوقاد في استثارة الفوائد الكامنة، من ثنايا النصوص والعبارات مع ما جمعه إلى خزانته من كتب نادرة جداً في هذا الفن، حتى شفى النفوس بنقوله الرصينة عن أئمة هذا العلم، فيسرد النصوص من أقوال أئمة الفريقين، من الأشعرية والماتريدية، ليكون المطالع على بينة من أمر مسائل الوفاق والخلاف، ويقول: إن الماتريدي ليس بمبتكر لطريقة، بل هل مفصِّل لمذهب أبي حنيفة وأصحابه، وإن الخلاف بين الأشعري والماتريدي - في نحو خمسين مسألة - خلاف معنوي، لكنه في التفاريع، التي لا يجري في خلافها التبديع، وسرد تلك المسائل وحققها أتم تحقيق، وانتهى في شرحه إلى آخر الإلهيات تجاه بيت الله الحرام، أيام كان قاضياً بمكة المكرمة، ثم تنقل في الوظائف إلى أن تولى منصب قاضي العسكر في الدولة، الذي هو رئاسة قضاة المملكة العثمانية، وبراعته في علم الكلام، بحيث يخضع لتحقيقاته من بعده من العلماء الأعلام، ولا سيما الذين كتبوا بعده في مسائل الخلاف بين الأشعرية والماتريدية، حتى إنك ترى المقبلي على جموحه وغلوائه، وشذوذه وكبريائه، يحسب حسابه في كتابه (العلم الشامخ)، وله أيضاً كتاب (سوانح العلوم) في ستة من الفنون، وكان رحمه الله فقيهاً واسع الأفق، صارماً في الحكم، لا يخاف في الله لومة لائم، فخلد ذكراً جميلاً، وعلماً غزيراً، تغمده الله برضوانه، وكافأه على إحسانه. | إشارات المرام من عبارات الإمام أبي حنيفة النعمان |

## مقدمة المحقق
| إشارات المرام من عبارات الإمام أبي حنيفة النعمان | (إشارات المرام من عبارات الإمام) عنوان كتاب من أعظم كتب هذا الفن (يعني العقيدة)، وأرفعها شأناً، وأعلاها كعباً، وأغزرها فائدة، وأتمها عائدة، وأحسنها ترتيباً، وأصفاها تهذيباً. ألفه العلامة كمال الدين أحمد البياضي، من أجلاء علماء الروم، وأجمعهم لفنون العلم في القرن الحادي عشر الهجري. شرح به مختصره الموسوم بـ(الأصول المنيفة للإمام أبي حنيفة) الذي جمعه من نصوص كتب الإمام أبي حنيفة رضي الله تعالى عنه التي أملاها على أصحابه، من الفقه الأكبر، رواية ابن حماد، والفقه الأبسط، رواية أبي مطيع الحكم بن عبد الله البلخي، والوصية، والرسالة إلى أبي عثمان البتي في الإرجاء، كلتاهما رواية الإمام أبي يوسف الأنصاري، والعالم المتعلم، رواية أبي مقاتل حفص بن سلم السمرقندي. ولقد ظل هذا الكتاب أحقاباً طويلة كنزاً دفيناً في أحشاء الخزائن وبطون القماطر، أو درة يتيمة في مكنون الأصداف، أو زهرة تتفتح عنها الأكمام، لتأخذ سبيلها إلى آفاق النور، وعوالم الظهور، ويعم بها النفع العالم والخاص، فلا يظل النفع به مقصوراً على نخبة ممتازة من حملة العلم ورجال البحث والتنقيب، وقليل ما هم، وكأنما عناه الشاعر بقوله: درة من عقائل البحر بكرلم تخنها مثاقب اللآل إلى أن قيض الله تعالى له أستاذنا الجليل العلامة الألمعي، والمحقق الفهامة اللوذعي، صاحب التحقيقات الباهرة، والتعليقات النافعة، الشيخ محمد زاهد الكوثري حفظه الله، فنوّه بالكتاب فيما علقه على كتاب (تبيين كذب المفتري)، وكتاب (اللمعة)، و(التبصير في أصول الدين)، وجلا عن محاسنه، وأظهر فضله، وحض على نشره لينتفع به الخاص والعام. فصادف ذلك أمنية طالما ترددت في نفسي، واعتلجت في صدري، وهي نشر كتاب في علم الكلام، على طريقة إمام الهدى، الإمام أبي منصور الماتريدي، إذ كان غالب ما بأيدينا من الكتب المقررة المعروفة، إنما هو على طريقة الإمام أبي الحسن الأشعري رضي الله تعالى عنهما، وجزاهما الله تعالى عن الإسلام الجزاء الأوفى، فكان ذلك كله حافزاً للبحث عن الكتاب والاطلاع عليه، فوجدته كما يقول الشاعر: كانت محادثة الركبان تخبرناعن جعفر بن فلاح أحسن الخبرحتى التقينا فلا والله ما سمعتأذني بأحسن مما قد رأى بصري وحينئذ عقدت العزم على نشر الكتاب، والقيام بما يجب له من عناية. | إشارات المرام من عبارات الإمام أبي حنيفة النعمان |

## من أقوال الإمام أبي حنيفة في أصول الدين
يقول الشيخ كمال الدين البياضي (ت 1097هـ/1685م) في كتاب (إشارات المرام من عبارات الإمام أبي حنيفة النعمان في أصول الدين)، طبع دار الكتب العلمية، الطبعة الأولى سنة 1428هـ/2007م في الصحيفة 163-165:
«وقال (يعني الإمام أبي حنيفة) في الفقه الأبسط: كان الله تعالى ولا مكان، كان قبل أن يخلق الخلق، كان ولم يكن أين –أي مكان– ولا خلق ولا شيء».
ويقول: «وقال في الوصية (يعني الإمام أبي حنيفة): وهو حافظ العرش وغير العرش من غير احتياج، فلو كان محتاجاً لما قدر على إيجاد العالم وتدبيره كالمخلوقين، ولو كان في مكان محتاجاً إلى الجلوس والقرار فقبل خلق العرش أين كان الله؟»